# 아나 (영화)
《아나》(포르투갈어: Ana)는 마르가리다 코르데이루 감독과 안토니우 헤이스 감독의 1985년 다큐픽션 영화이다.

## 출연
- 아나 마리아 마르팅스 게하 – 아나
- 아나 움벨리나 – 아기
- 마누엘 하말류 이아느스 – 알레샨드르
- 마리아나 마르가리두
- 옥타비우 리샤 필게이라스 – 아나의 아들

## 같이 보기
- 다큐픽션